# Єре Каралахті
Єре Юхані Каралахті (фін. Jere Juhani Karalahti; 25 березня 1975, м. Гельсінкі, Фінляндія) — фінський хокеїст, захисник. 
Вихованецьк хокейної школи ГІФК (Гельсінкі). Виступав за ГІФК (Гельсінкі), «Лос-Анджелес Кінгс», «Лонг-Біч Айс-Догс» (ІХЛ), «Нашвілл Предаторс», «Кярпят» (Оулу), «Гамбург Фрізерс», «Еспоо Блюз», «Динамо» (Мінськ), «Йокеріт» та ГВ-71.
В чемпіонатах НХЛ — 159 матчів (8+19), у турнірах Кубка Стенлі — 17 матчів (0+1).
У складі національної збірної Фінляндії учасник чемпіонатів світу 1998, 1999, 2000, 2002, 2004 і 2005 (54 матчі, 13+13). У складі молодіжної збірної Фінляндії учасник чемпіонатів світу 1994 і 1995. У складі юніорської збірної Фінляндії учасник чемпіонату Європи 1993.
Досягнення
- Срібний призер чемпіонату світу (1998, 1999), бронзовий призер (2000)
- Чемпіон Фінляндії (1998), срібний призер (1999, 2011), бронзовий призер (2004).